# Насырова, Ашура
Ашура Насы́рова (1924 — 2011) — советская таджикская танцовщица. Народная артистка Таджикской ССР (1947). Лауреат Сталинской премии третьей степени (1952). Член КПСС с 1961 года.

## Биография
Родилась 20 декабря 1924 года в семье народного музыканта. В 1939 году поступила в Республиканский колхозно-совхозный театр. В 1940—1961 годах работала в Таджикской государственной филармонии. Искусству танца обучалась у педагогов Г. Р. Валамат-Заде, А. И. Проценко, А. Азимова. Замечательная исполнительница народных таджикских театров («чигарпора», «на гора баз м»,  «тонус» и др.). Её искусство отличается пластичностью, изяществом, музыкальностью, своеобразием национального колорита и др. Творчество танцовщицы пронизано лиризмом, жизнерадостностью, оптимизмом. В современных таджикских танцах «Шелкопряд», «Хлопок» она воспевала таджикскую женщину. Гастролировала во многих странах Европы и Востока, исполняла также афганские, индийские, корейские танцы.  Умерла 5 января 2011 года в Душанбе.

## Фильмография
- 1954 — Весёлые звёзды

## Награды и премии
- орден Трудового Красного Знамени (24.4.1957).
- орден «Знак Почёта» (23.4.1941) — за выдающиеся заслуги в деле развития таджикского театрального и музыкального искусства.
- орден «Знак Почёта» (17.12.1949).
- орден «Знак Почёта» (23.10.1954).
- народная артистка Таджикской ССР (1947).
- заслуженная артистка Таджикской ССР (1945).
- Сталинская премия третьей степени (1952) — за концертно-исполнительскую деятельность